# Lilia Meza Montes
Lilia Meza Montes (Ciudad de Puebla, 26 de octubre de 1958) es una científica mexicana, dedicada al estudio de la Física del Estado Sólido. Fue la primera mujer en recibir un título de doctorado en la Benemérita Universidad Autónoma de Puebla (1993), donde labora actualmente en el Instituto de Física "Luis Rivera Terrazas" (IFUAP). Su interés por promover la participación de las mujeres en las carreras de ciencias exactas y tecnológicas ha hecho que participe activamente como miembro de diversas redes, entre las cuales está el Grupo de Trabajo de Mujeres en la Física de la IUPAP y la Red Mexicana de Ciencia, Tecnología y Género.

## Trayectoria académica
Estudió la Licenciatura en Física en la Universidad Autónoma de Puebla, en México, de la cual se graduó con una tesis titulada Superficies Reales de Fermi (1983). En la misma institución obtuvo la Maestría en Física del Estado Sólido, con el trabajo Anisotropía en la Superconductividad (1985) y su Doctorado en Ciencias (Física), en el Instituto de Física "Luis Rivera Terrazas", Universidad Autónoma de Puebla, cuya tesis Fenómenos de tunelamiento en semiconductores fuera de equilibrio le valió la mención honorífica (1993). Más adelante, hizo una estancia postdoctoral en la Universidad de Ohio, Estados Unidos, (1995-1997), para volver a laborar en el IFUAP como Investigadora Titular (desde 1995 hasta la fecha).
Como resultado del trabajo realizado en el área de la Física del Estado Sólido, ha presentado más de cien trabajos en congresos nacionales e internacionales, y publicado múltiples artículos de investigación en revistas indexadas y de arbitraje internacional.

## Distinciones
- Mención honorífica por la Tesis Doctoral “Fenómenos de tunelamiento en semiconductores fuera de equilibrio” (1993)
- Premio Tesis de Maestría de la Sociedad Mexicana de Ciencias de Superficies y Vacío (Tesis dirigida, 2000)
- Premio Nacional Mejor Tesis de Doctorado IIM-UNAM (Tesis dirigida, 2006)